# Walter Lidinski
Walter Lidinski (* 9. Juli 1928) ist ein ehemaliger deutscher Fußballspieler.
Zunächst spielte der Mittelfeldspieler für den SC Dinslaken und die Sportfreunde Esslingen. Danach wechselte er zu dem zum Zeitpunkt seines Wechsels in der II. Division spielenden SSV Reutlingen 05. Im DFB-Pokal 1952/53 war er für den SSV gegen Wormatia Worms bei der 4:5-Niederlage nach Verlängerung in der Vorrunde im Einsatz und erzielte dabei einen Treffer. Die II. Division 1953/54 beendete Walter Lidinski mit seinen Reutlingern mit dem Aufstieg in die Oberliga Süd. In der anschließenden Oberligaspielzeit erreichte Walter Lidinski mit dem SSV Reutlingen die Vizemeisterschaft in der Oberliga Süd. Somit nahm er mit dem SSV an der Qualifikationsrunde der Endrunde um die deutsche Meisterschaft 1955 teil. Dort war Walter Lidinski bei der 0:3-Niederlage gegen den SV Sodingen für den SSV Reutlingen im Einsatz. Bei der anschließenden 1:2-Niederlage der Reutlinger im zweiten Qualifikationsspiel gegen Wormatia Worms wurde er nicht eingesetzt. Nach dem Abstieg mit dem SSV Reutlingen in der Oberligasaison 1955/56 wechselte Walter Lidinski zur Saison 1956/57 zum FSV Frankfurt und spielte somit im Gegensatz zu seinem bisherigen Verein weiterhin in der Oberliga Süd.